# Hamilton Carhartt
Hamilton Brakeman Carhartt, född 27 augusti 1855 i Macedon Lock, New York, död 1937, amerikansk företagsledare och grundare av Carhartt
Hamilton Carhartt växte upp i Jackson i södra Michigan. Han studerade vid Racine College i Wisconsin. Han gifte sig med Annette Welling från Jackson 1881. Familjen flyttade sedan till Grand Rapids där han bedrev affärer med sin svärfar Stephen Alling Welling. 1882 flyttade familjen till Detroit där Welling & Carhartt sålde möbler. Hamilton Carhartt grundade 1889 Hamilton Carhartt & Company. Bolaget riktade sig till bland annat järnvägsarbetare som hade behov av slitstarka yrkeskläder. Efterfrågan hade Carhartt märkt när han som säljare reste runt och ständigt fick frågan om han hade overaller att sälja. Efter en trög början utvecklade sig bolaget till en stor framgång som tillverkare av yrkeskläder. Carhartt startade även tillverkning av bilar genom bolaget Carhartt Automobile Corporation men verksamheten lades ned efter två år.
När Hamilton Carhartt och hans fru gick bort 1937 i följderna av en bilolycka tog sonen Wylie Carhartt över ledningen av bolaget som fortsatt vara ett familjeägt bolag.